# Не смотрите наверх
«Не смотрите наверх» (англ. Don’t Look Up) — американский сатирический научно-фантастический фильм 2021 года, режиссёром, продюсером и соавтором сценария которого выступил Адам Маккей, а Леонардо Ди Каприо и Дженнифер Лоуренс исполнили роли двух астрономов, пытающихся предупредить общество о приближающейся комете, которая уничтожит человеческую цивилизацию. Столкновение с кометой является аллегорией безразличия средств массовой информации и правительства к изменению климата. Во второстепенных ролях в фильме снялись Роб Морган, Джона Хилл, Марк Райлэнс, Тайлер Перри, Тимоти Шаламе, Рон Перлман, Ариана Гранде, Скотт Мескади, Химеш Патель, Мелани Лински, Кейт Бланшетт и Мэрил Стрип.
О разработке фильма компаниями Hyperobject Industries и Bluegrass Films было объявлено в ноябре 2019 года, а спустя несколько месяцев студия Paramount Pictures продала права на ленту компании Netflix. Дженнифер Лоуренс первой присоединилась к актёрскому составу, Леонардо Ди Каприо подписал контракт после переписывания сценария Адамом Маккеем. Первоначально съёмки должны были стартовать в апреле 2020 года в Массачусетсе, но были отложены до ноября того же года из-за пандемии COVID-19 и продолжались до февраля 2021 года.
Фильм вышел в ограниченный прокат США 10 декабря 2021 года, а 24 декабря он стал доступен пользователям стримингового сервиса Netflix. Фильм получил смешанные отзывы кинокритиков, которые похвалили актёрский состав, но сочли подход Маккея к этой теме тяжеловесным. Несмотря на это, лента вошла в список 10 лучших фильмов 2021 года по мнению Национального совета кинокритиков США и Американского института киноискусства. Фильм получил четыре номинации на 94-й церемонии вручения премии «Оскар», включая «Лучший фильм», четыре номинации на 79-й церемонии вручения премии «Золотой глобус», включая номинацию за «Лучший фильм — комедия или мюзикл» и шесть номинаций на 27-й премии «Выбор критиков», в том числе как «Лучший фильм».

## Сюжет
Кейт Дибиаски, аспирантка факультета астрономии Университета штата Мичиган, обнаруживает ранее неизвестную комету. Её профессор, доктор Рэндалл Минди, подсчитывает, что комета врежется в Землю примерно через шесть месяцев, в результате чего произойдёт массовое вымирание населения планеты. Специалисты НАСА подтверждают данное открытие, и глава Управления по координации планетарной обороны доктор Тедди Оглторп вместе с Дибиаски и Минди отправляются представить свои выводы в Белом доме. Однако учёные и военные сталкиваются с полным равнодушием со стороны президента США Дженни Орлин и её сына, главы президентской администрации Джейсона Орлина.
Оглторп призывает Дибиаски и Минди распространить новость в СМИ, и они принимают участие в утреннем ток-шоу «Нарезка» (англ. The Rip). Когда ведущие Бри Эванти и Джек Бреммер не воспринимают угрозу всерьёз, Дибиаски теряет самообладание и устраивает истерику, становясь объектом насмешек в Интернете. Бойфренд Дибиаски бросает её и публично осуждает, в то время как Минди завоёвывает общественное одобрение. Новость не привлекает внимания общественности, а исходящую от кометы угрозу публично отрицает директор НАСА, которая ранее работала анестезиологом, была донором Орлин и не имеет никакого отношения к астрономии. Кандидат, выдвинутый Орлин на должность судьи Верховного суда США, оказывается замешан в секс-скандале, поэтому с целью отвлечения внимания и повышения своего рейтинга Орлин подтверждает исходящую от кометы угрозу и объявляет о запуске космических аппаратов, которые смогли бы отклонить комету с её курса с помощью ядерного оружия.
Происходит успешный запуск ракет, но Орлин отзывает миссию, когда Питер Ишервелл, технологический миллиардер, генеральный директор компании BASH и один из главных спонсоров Орлин, обнаруживает, что комета содержит редкоземельные элементы стоимостью в триллионы долларов. Белый дом соглашается на коммерческое использование кометы путём её фрагментации и извлечения из океана с помощью непроверенной технологии, предоставленной BASH. Белый дом отстраняет Дибиаски и Оглторпа от участия в проекте и назначает Минди на должность национального советника по науке. Дибиаски пытается привлечь внимание общественности к планам по использованию кометы, но администрация Орлин угрозами заставляет Дибиаски замолчать. Минди начинает отстаивать коммерческие возможности кометы и заводит роман с Эванти.
Мир разделяется на тех, кто осуждает необоснованное паникёрство и считает, что разработка упавшей кометы создаст рабочие места, и тех, кто отрицает, что комета вообще существует. Дибиаски возвращается домой в Иллинойс и начинает отношения с Юлом, магазинным воришкой, с которым она познакомилась на работе. Жена Минди Джун обнаруживает, что муж изменяет ей с Эванти, и возвращается в Мичиган без него. Минди сомневается, что технология Ишервелла сможет раздробить комету на части, что приводит миллиардера в ярость. Разочаровавшись в происходящем, Минди в прямом телеэфире разражается гневной тирадой с критикой администрации Орлин за преуменьшение опасности надвигающегося апокалипсиса, грозящего уничтожить человечество.
После увольнения Минди из администрации он мирится с Кейт. Комета становится видна с Земли невооружённым взглядом. Минди, Дибиаски и Оглторп организуют в социальных сетях кампанию «Просто посмотрите наверх» и призывают другие страны осуществить операции по перехвату кометы. США исключают Китай, Индию и Россию из участия в сделке по разработке кометы, поэтому эти три страны предпринимают совместную попытку изменить траекторию кометы, но их космический корабль взрывается при запуске на космодроме Байконур. Попытка BASH взорвать комету на части также заканчивается провалом, и все понимают, что человечество обречено.
Ишервелл, Орлин и ещё несколько десятков богатых американцев размещаются на спящем космическом корабле, рассчитанном на 2000 человек и предназначенном для поисков ближайшей планеты, похожей на Землю; Джейсон по чистой случайности остаётся в Вашингтоне. Орлин предлагает Минди два места на корабле, но он отказывается, предпочитая провести последние минуты жизни со своей семьёй, Дибиаски, Оглторпом и Юлом. Как и ожидалось, комета врезается в Землю, что приводит к всемирной катастрофе и вымиранию человечества.
В сцене между финальными титрами на космическом корабле летят 2000 человек, покинувшие Землю до падения кометы, 22 740 лет спустя приземляются на далёкой планете и выходят из криогенного сна. Часть людей погибла при посадке и при криогенном сне. Они выходят из посадочных модулей обнажёнными и любуются пригодным для жизни миром. Гигантская инопланетная птица под названием бронтерок, напоминающая фороракоса, внезапно убивает и пожирает Орлин, после чего её сородичи дружно набрасываются на Ишервелла и прочих землян.
В сцене после титров Джейсон выбирается из-под обломков, пережив падение кометы, зовёт свою мать и пытается написать с телефона сообщение в социальных сетях.

## В ролях
- Леонардо Ди Каприо — доктор Рэндалл Минди, профессор Университета штата Мичиган, который вычисляет траекторию кометы.
- Дженнифер Лоуренс — Кейт Дибиаски, аспирантка Университета штата Мичиган, открывшая комету.
- Мэрил Стрип — президент США Джейн Орлин.
- Кейт Бланшетт — Бри Эванти, ведущая утреннего ток-шоу The Daily Rip, которая берёт интервью у Рэндалла и Кейт об их открытии, а затем заводит роман с Рэндаллом.
- Джона Хилл — Джейсон Орлин, глава аппарата Белого дома и сын Джейн.
- Роб Морган — доктор Тедди Оглторп, глава Координационного офиса планетарной защиты, который сопровождает Рэндалла и Кейт в их медиатуре.
- Марк Райлэнс — Питер Ишервел, миллиардер и генеральный директор BASH, один из крупных спонсоров Орлин.
- Тайлер Перри — Джек Бреммер, ведущий утреннего ток-шоу The Daily Rip, который берёт интервью у Рэндалла и Кейт об их открытии.
- Тимоти Шаламе — Юл, молодой магазинный воришка, который начинает отношения с Кейт после её возвращения домой в Иллинойс.
- Рон Перлман — полковник Бенедикт Драск, ветеран войны и кавалер Президентской медали Свободы, которому поручено пилотировать космический корабль для изменения курса кометы.
- Ариана Гранде — Райли Бина, популярная музыкальная звезда и девушка диджея Челло, которая поддерживает движение «Смотрите наверх».
- Скотт Мескади — диджей Челло, бойфренд Райли, который поддерживает движение «Смотрите наверх».
- Химеш Патель — Филипп Кадж, журналист новостного портала Autopsy и бойфренд Кейт.
- Мелани Лински — Джун Минди, жена доктора Рэндалла Минди.
- Майкл Чиклис — Дэн Поукетти, ведущий консервативного новостного телеканала «Patriot News Network».
- Томер Сислей — Адул Грелио, журналист газеты The New York Herald.
- Пол Гилфойл — генерал-лейтенант Военно-воздушных сил США Стюарт Тэмс, представитель Пентагона в Белом доме.
- Роберт Джой — конгрессмен Теннант, сторонник Джейн
- Роберт Хёрст Радочия — Эван Минди, старший сын Рэндалла и Джун
- Конор Суини — Маршалл Минди, младший сын Рэндалла и Джун
- Крис Эверетт — Паула Вудс, главный редактор The New York Herald.
- Эттьенн Парк — доктор Джоселин Калдер, глава НАСА.
- Лев Шрайбер — ведущий презентации BASH.
- Эшли Бэнфилд —  журналист Далия Хенсфилд.
- Сара Сильверман — комик Сара Бентерман.
- Крис Эванс — кинозвезда Девин Питерс.

Мэттью Перри и Джина Гершон также были задействованы на съёмках, но их сцены были вырезаны из итоговой версии фильма.

## Создание
8 ноября 2019 года было объявлено о том, что Paramount Pictures будет распространять чёрную сатиру «Не смотри вверх», сценарий которой напишет и которую срежиссирует Адам Маккей, а её продюсированием он займётся посредством своей компании Hyperobject Industries. 19 февраля 2020 года Netflix приобрела у Paramount права на фильм.
19 февраля 2020 года Дженнифер Лоуренс прошла пробы на роль в фильме. 12 мая 2020 года было объявлено о том, что Кейт Бланшетт присоединилась к актёрскому составу фильма. В сентябре 2020 актёрский состав фильма пополнил Роб Морган. В октябре 2020 года Леонардо Ди Каприо, Джона Хилл, Химеш Патель, Тимоти Шаламе, Ариана Гранде, Кид Кади, Тайлер Перри и Томер Сислей были приняты в актёрский состав фильма.
19 февраля 2020 года было объявлено, что съёмочный период начнётся в апреле 2020. Однако съёмки были отложены из-за пандемии COVID-19 и начались 18 ноября 2020 года в Бостоне (Массачусетс) и завершились 18 февраля 2021 года.

## Премьера, отзывы и оценки
19 февраля 2020 года было объявлено о том, что Netflix выпустит фильм в 2021 году. 10 декабря 2021 года фильм вышел в ограниченный прокат, а 24 декабря стал доступен на Netflix. Картина возглавила ТОП-10 самых просматриваемых фильмов Netflix в более чем 95 странах мира. В итоге «Не смотрите наверх» стал вторым самым просматриваемым фильмом в истории сервиса Netflix.
Как отмечает доктор исторических наук профессор Людмила Рашидовна Хут:
Этот фильм, эта горькая сатира сквозь слезы очень точно передает механизмы восприятия современным обществом (неважно, российским или западным) любых катастрофических сценариев ближайшего будущего человечества. Подобного рода сценариям просто нет места в мире тотальной постиронии. Мы не хотим видеть, как то самое стремительно наступающее будущее одаривает нас жуткой улыбкой Джокера.
Многие издания включили «Не смотрите наверх» в свои списки лучших фильмов года, в том числе CBS , Deadline , US Magazine  «Мир фантастики» назвал его лучшим научно-фантастическим фильмом года.

## Награды и номинации
| Награда                                                    | Дата вручения   | Категория                                                             | Номинанты и получатели                                                    | Результат | П.     |
| ---------------------------------------------------------- | --------------- | --------------------------------------------------------------------- | ------------------------------------------------------------------------- | --------- | ------ |
| Hollywood Music in Media Awards                            | 17 ноября 2021  | Лучший оригинальный саундтрек в игровом фильме                        | Николас Брителл                                                           | Победа    | [ 25 ] |
| Hollywood Music in Media Awards                            | 17 ноября 2021  | Лучшая оригинальная песня в игровом фильме                            | Ариана Гранде, Кид Кади, Николас Брителл и Тора Стинсон за «Just Look Up» | Номинация | [ 25 ] |
| Hollywood Music in Media Awards                            | 17 ноября 2021  | Лучшее исполнение песни в фильме                                      | Ариана Гранде и Кид Кади за «Just Look Up»                                | Номинация | [ 25 ] |
| Национальный совет кинокритиков США                        | 2 декабря 2021  | Лучший фильм года                                                     | «Не смотрите наверх»                                                      | Номинация | [ 26 ] |
| Национальный совет кинокритиков США                        | 2 декабря 2021  | ТОП-10 лучших фильмов года                                            | «Не смотрите наверх»                                                      | Победа    | [ 26 ] |
| Премия Sunset Circle Awards                                | 3 декабря 2021  | ТОП-10 лучших фильмов года                                            | «Не смотрите наверх»                                                      | Победа    | [ 27 ] |
| Премия Sunset Circle Awards                                | 3 декабря 2021  | Лучший актёрский ансамбль                                             | «Не смотрите наверх»                                                      | Номинация | [ 27 ] |
| Премия Sunset Circle Awards                                | 3 декабря 2021  | Лучшая мужская роль                                                   | Леонардо Ди Каприо                                                        | Номинация | [ 27 ] |
| Премия Sunset Circle Awards                                | 3 декабря 2021  | Лучшая эпизодическая роль                                             | Крис Эванс                                                                | Номинация | [ 27 ] |
| Премия Sunset Circle Awards                                | 3 декабря 2021  | Лучший сценарий                                                       | Адам Маккей                                                               | Номинация | [ 27 ] |
| Премия Sunset Circle Awards                                | 3 декабря 2021  | Лучший оригинальный саундтрек                                         | Николас Брителл                                                           | Номинация | [ 27 ] |
| Премия общества кинокритиков Детройта                      | 6 декабря 2021  | Лучший фильм                                                          | «Не смотрите наверх»                                                      | Номинация | [ 28 ] |
| Премия общества кинокритиков Детройта                      | 6 декабря 2021  | Лучший актёрский ансамбль                                             | «Не смотрите наверх»                                                      | Номинация | [ 28 ] |
| Премия общества кинокритиков Детройта                      | 6 декабря 2021  | Лучший режиссёр                                                       | Адам Маккей                                                               | Номинация | [ 28 ] |
| Премия общества кинокритиков Детройта                      | 6 декабря 2021  | Лучший оригинальный сценарий                                          | Адам Маккей и Дэвид Сирота                                                | Победа    | [ 28 ] |
| Ассоциация онлайн-кинокритиков Нью-Йорка                   | 12 декабря 2021 | Лучший фильм                                                          | «Не смотрите наверх»                                                      | Номинация |        |
| Ассоциация онлайн-кинокритиков Нью-Йорка                   | 12 декабря 2021 | ТОП-10 лучших фильмов года                                            | «Не смотрите наверх»                                                      | Победа    |        |
| Премия общества кинокритиков Феникса                       | 13 декабря 2021 | Лучший фильм                                                          | «Не смотрите наверх»                                                      | Номинация | [ 29 ] |
| Премия общества кинокритиков Феникса                       | 13 декабря 2021 | ТОП-10 фильмов года                                                   | «Не смотрите наверх»                                                      | Победа    | [ 29 ] |
| Премия совета кинокритиков Лас-Вегаса                      | 13 декабря 2021 | Лучший комедийный фильм                                               | «Не смотрите наверх»                                                      | Победа    | [ 30 ] |
| Премия совета кинокритиков Лас-Вегаса                      | 13 декабря 2021 | Лучший оригинальный сценарий                                          | Адам Маккей                                                               | Номинация | [ 30 ] |
| Ассоциация кинокритиков Сент-Луиса                         | 19 декабря 2021 | Лучший комедийный фильм                                               | «Не смотрите наверх»                                                      | Номинация | [ 31 ] |
| Ассоциация кинокритиков Сент-Луиса                         | 19 декабря 2021 | Лучший оригинальный саундтрек                                         | Николас Брителл                                                           | Номинация | [ 31 ] |
| Ассоциация кинокритиков Северного Техаса                   | 22 декабря 2021 | Лучший актёрский ансамбль                                             | «Не смотрите наверх»                                                      | Номинация | [ 32 ] |
| Ассоциация кинокритиков Северной Каролины                  | 5 января 2022   | Лучшая оригинальная песня                                             | Ариана Гранде, Кид Кади, Николас Брителл и Тора Стинсон за «Just Look Up» | Номинация | [ 33 ] |
| Ассоциация кинокритиков Северной Каролины                  | 5 января 2022   | Лучший оригинальный саундтрек                                         | Николас Брителл                                                           | Номинация | [ 33 ] |
| Премия общества кинокритиков Оклахомы                      | 5 января 2022   | Фильм-разочарование года                                              | «Не смотрите наверх»                                                      | Победа    |        |
| Премия общества независимых кинокритиков Чикаго            | 8 января 2022   | Лучшая оригинальная песня                                             | Ариана Гранде, Кид Кади, Николас Брителл и Тора Стинсон за «Just Look Up» | Номинация | [ 34 ] |
| Премия «Золотой глобус»                                    | 9 января 2022   | Лучший фильм — комедия или мюзикл                                     | «Не смотрите наверх»                                                      | Номинация | [ 35 ] |
| Премия «Золотой глобус»                                    | 9 января 2022   | Лучшая мужская роль — комедия или мюзикл                              | Леонардо Ди Каприо                                                        | Номинация | [ 35 ] |
| Премия «Золотой глобус»                                    | 9 января 2022   | Лучшая женская роль — комедия или мюзикл                              | Дженнифер Лоуренс                                                         | Номинация | [ 35 ] |
| Премия «Золотой глобус»                                    | 9 января 2022   | Лучший сценарий                                                       | Адам Маккей                                                               | Номинация | [ 35 ] |
| Премия общества кинокритиков Сан-Диего                     | 10 января 2022  | Лучший актёрский ансамбль                                             | «Не смотрите наверх»                                                      | Победа    | [ 36 ] |
| Премия общества кинокритиков Сан-Диего                     | 10 января 2022  | Лучшая комедийная роль                                                | Леонардо Ди Каприо                                                        | Номинация | [ 36 ] |
| Премия общества кинокритиков Сан-Диего                     | 10 января 2022  | Лучший оригинальный сценарий                                          | Адам Маккей и Дэвид Сирота                                                | Номинация | [ 36 ] |
| Премия общества кинокритиков Сан-Франциско                 | 10 января 2022  | Лучший оригинальный сценарий                                          | Адам Маккей и Дэвид Сирота                                                | Номинация | [ 37 ] |
| Премия общества независимых кинокритиков Северной Каролины | 17 января 2022  | Лучшая оригинальная песня                                             | Ариана Гранде, Кид Кади, Николас Брителл и Тора Стинсон за «Just Look Up» | Номинация | [ 38 ] |
| Ассоциация афро-американских кинокритиков                  | 17 января 2022  | Лучший оригинальный сценарий                                          | Адам Маккей                                                               | Победа    | [ 39 ] |
| Кинофестиваль «Сандэнс»                                    | 20 января 2022  | Приз имени Альфреда Слоуна «Наука в кино»                             | «Не смотрите наверх»                                                      | Победа    |        |
| Ассоциация кинокритиков Music City                         | 25 января 2022  | Лучший комедийный фильм                                               | «Не смотрите наверх»                                                      | Номинация | [ 40 ] |
| Ассоциация кинокритиков Music City                         | 25 января 2022  | Лучший актёрский ансамбль                                             | «Не смотрите наверх»                                                      | Номинация | [ 40 ] |
| Ассоциация кинокритиков Music City                         | 25 января 2022  | Лучшая оригинальная песня                                             | Ариана Гранде, Кид Кади, Николас Брителл и Тора Стинсон за «Just Look Up» | Номинация | [ 40 ] |
| Ассоциация кинокритиков Music City                         | 25 января 2022  | Лучший оригинальный саундтрек                                         | Николас Брителл                                                           | Номинация | [ 40 ] |
| Премия Австралийской академии кинематографа и телевидения  | 26 января 2022  | Лучшая женская роль второго плана                                     | Кейт Бланшетт                                                             | Номинация | [ 41 ] |
| Премия Альянса женщин-киножурналистов                      | 26 января 2022  | Лучший оригинальный сценарий                                          | Адам Маккей                                                               | Номинация | [ 42 ] |
| Премия Альянса женщин-киножурналистов                      | 26 января 2022  | Лучший монтаж                                                         | Хэнк Коруин                                                               | Номинация | [ 42 ] |
| Премия Гильдии гримёров и стилистов                        | 19 февраля 2022 | Лучший грим в фильме на современную тематику                          | «Не смотрите наверх»                                                      | Номинация | [ 43 ] |
| Премия общества кинокритиков Хьюстона                      | 19 февраля 2022 | Лучший фильм                                                          | «Не смотрите наверх»                                                      | Номинация | [ 44 ] |
| Премия общества кинокритиков Хьюстона                      | 19 февраля 2022 | Лучший сценарий                                                       | Адам Маккей и Дэвид Сирота                                                | Номинация | [ 44 ] |
| Премия общества кинокритиков Хьюстона                      | 19 февраля 2022 | Лучшая оригинальная песня                                             | Ариана Гранде, Кид Кади, Николас Брителл и Тора Стинсон за «Just Look Up» | Номинация | [ 44 ] |
| Премия Гильдии киноактёров США                             | 27 февраля 2022 | Лучший актёрский ансамбль                                             | «Не смотрите наверх»                                                      | Номинация | [ 45 ] |
| Ассоциация кинокритиков Голливуда                          | 28 февраля 2022 | Лучший актёрский ансамбль                                             | «Не смотрите наверх»                                                      | Номинация | [ 46 ] |
| Премия Гильдии художников-постановщиков США                | 5 марта 2022    | Лучшая работа художника-постановщика в фильме с современной тематикой | Клейтон Хартли                                                            | Номинация | [ 47 ] |
| Американская ассоциация монтажёров                         | 5 марта 2022    | Лучший монтаж в комедийном / музыкальном фильме                       | Хэнк Коруин                                                               | Номинация | [ 48 ] |
| Премия общества кинокритиков Ванкувера                     | 8 марта 2022    | Лучший сценарий                                                       | Адам Маккей и Дэвид Сирота                                                | Победа    | [ 49 ] |
| Премия общества композиторов и авторов песен               | 8 марта 2022    | Лучшая оригинальная песня к комедии или мюзиклу                       | Ариана Гранде, Кид Кади, Николас Брителл и Тора Стинсон за «Just Look Up» | Победа    | [ 50 ] |
| Премия общества композиторов и авторов песен               | 8 марта 2022    | Лучший оригинальный саундтрек к фильму                                | Николас Брителл                                                           | Номинация | [ 50 ] |
| Премия Гильдии художников по костюмам                      | 9 марта 2022    | Лучший дизайн костюмов в фильме с современной тематикой               | Сьюзен Мэтисон                                                            | Номинация | [ 51 ] |
| Американский институт киноискусства                        | 11 марта 2022   | ТОП-10 фильмов года                                                   | «Не смотрите наверх»                                                      | Победа    | [ 52 ] |
| Премия BAFTA                                               | 13 марта 2022   | Лучший фильм                                                          | «Не смотрите наверх»                                                      | Номинация | [ 53 ] |
| Премия BAFTA                                               | 13 марта 2022   | Лучший оригинальный сценарий                                          | Адам Маккей                                                               | Номинация | [ 53 ] |
| Премия BAFTA                                               | 13 марта 2022   | Лучшая мужская роль                                                   | Леонардо Ди Каприо                                                        | Номинация | [ 53 ] |
| Премия BAFTA                                               | 13 марта 2022   | Лучший оригинальный саундтрек                                         | Николас Брителл                                                           | Номинация | [ 53 ] |
| Премия «Выбор критиков»                                    | 13 марта 2022   | Лучший фильм                                                          | «Не смотрите наверх»                                                      | Номинация | [ 54 ] |
| Премия «Выбор критиков»                                    | 13 марта 2022   | Лучший комедийный фильм                                               | «Не смотрите наверх»                                                      | Номинация | [ 54 ] |
| Премия «Выбор критиков»                                    | 13 марта 2022   | Лучший актёрский ансамбль                                             | «Не смотрите наверх»                                                      | Номинация | [ 54 ] |
| Премия «Выбор критиков»                                    | 13 марта 2022   | Лучший оригинальный сценарий                                          | Адам Маккей и Дэвид Сирота                                                | Номинация | [ 54 ] |
| Премия «Выбор критиков»                                    | 13 марта 2022   | Лучший оригинальный саундтрек                                         | Николас Брителл                                                           | Номинация | [ 54 ] |
| Премия «Выбор критиков»                                    | 13 марта 2022   | Лучшая оригинальная песня                                             | Ариана Гранде, Кид Кади, Николас Брителл и Тора Стинсон за «Just Look Up» | Номинация | [ 54 ] |
| Премия Гильдии продюсеров США                              | 19 марта 2022   | Лучший игровой фильм                                                  | Адам Маккей и Кевин Мессик                                                | Номинация | [ 55 ] |
| Премия Гильдии сценаристов США                             | 20 марта 2022   | Лучший оригинальный сценарий в фильме                                 | Адам Маккей и Дэвид Сирота                                                | Победа    | [ 56 ] |
| Премия «Оскар»                                             | 27 марта 2022   | Лучший фильм                                                          | «Не смотрите наверх»                                                      | Номинация | [ 57 ] |
| Премия «Оскар»                                             | 27 марта 2022   | Лучший оригинальный сценарий                                          | Адам Маккей и Дэвид Сирота                                                | Номинация | [ 57 ] |
| Премия «Оскар»                                             | 27 марта 2022   | Лучший монтаж                                                         | Хэнк Коруин                                                               | Номинация | [ 57 ] |
| Премия «Оскар»                                             | 27 марта 2022   | Лучший саундтрек                                                      | Николас Брителл                                                           | Номинация | [ 57 ] |